# Giulia Mazzocchi
Giulia Mazzocchi (Marlengo, 16 agosto 1991) è un'ex hockeista su ghiaccio italiana, di ruolo portiere.

## Carriera

### Club
Ha esordito giovanissima nel massimo campionato italiano con la maglia dell'Hockey Club Eagles Bolzano, nella stagione 2005-2006. Quando la squadra venne sciolta, nell'estate 2008, passò all'EV Bozen Eagles, con cui giocò fino al 2012.
Trascorse poi tre anni negli USA per laurearsi alla St. Lawrence University e giocare con la squadra della sua università nel campionato NCAA.
Rimasta ferma per la stagione 2015-2016, nel novembre 2016 si accasò al Lugano Ladies Team per sostituire l'infortunata Sasha Ronchi. Con la squadra svizzera ha poi disputato cinque stagioni, vincendo anche un titolo elvetico, smettendo poi di giocare al termine della stagione 2020-2021.
È tornata a disputare alcuni incontri del campionato italiano nella stagione 2023-2024 nelle file del Varese Girls Project, società con cui già collaborava come preparatore dei portieri nel settore giovanile.

## Palmarès
- Campionato italiano femminile: 4

Eagles Bolzano: 2005-2006
EV Bozen Eagles: 2009-2010, 2010-2011, 2011-2012
- Swiss Women's Hockey League A: 1

Lugano Ladies: 2018-2019
- Coppa Svizzera (hockey su ghiaccio femminile): 1

Lugano Ladies: 2016-2017